# Floraí
Floraí este un oraș în Paraná (PR), Brazilia.